# Nacajuca

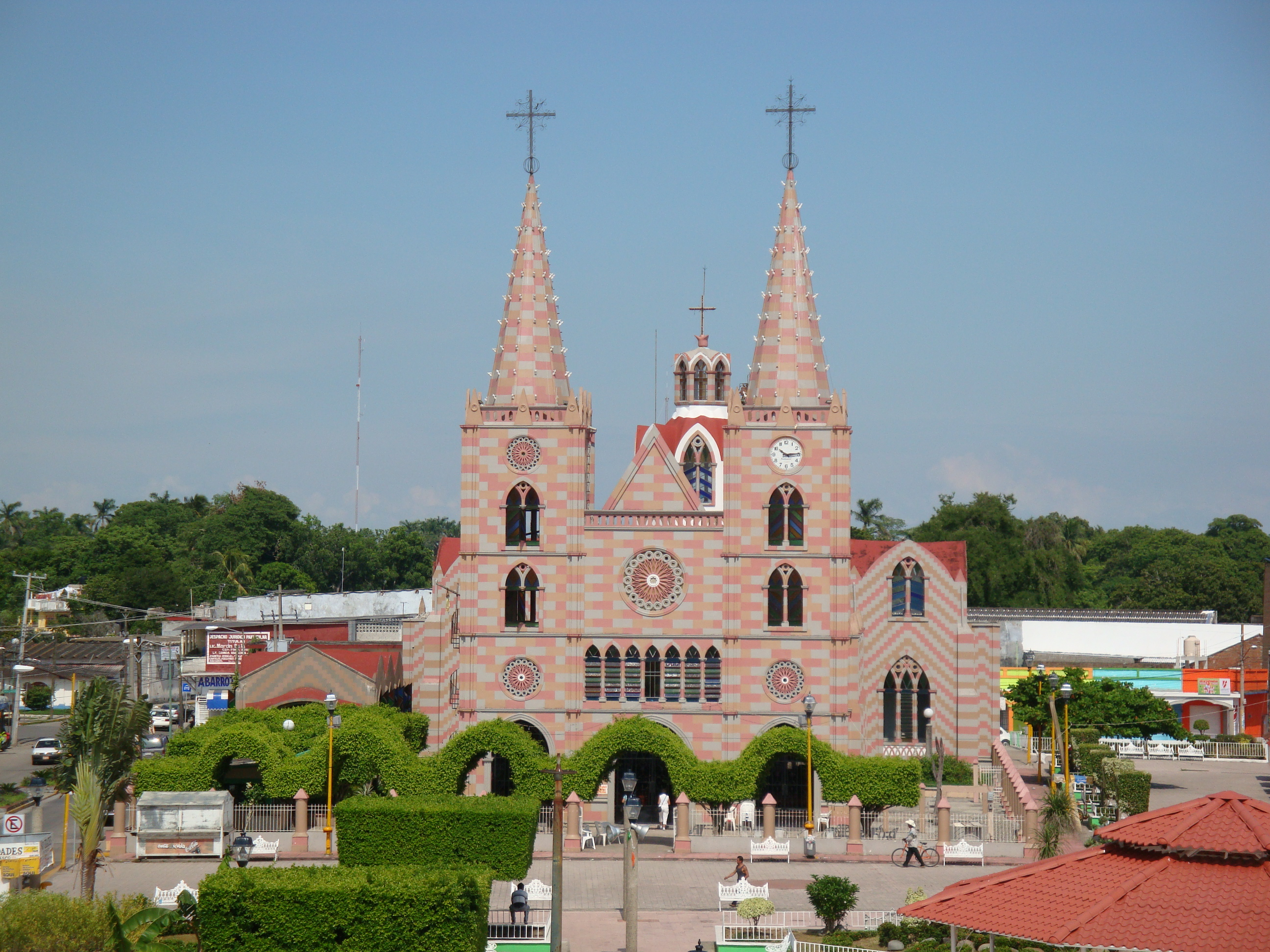
Kościół pod wezwaniem św. Antoniego z Padwy

Nacajuca – miasto w meksykańskim w stanie Tabasco, siedziba władz gminy o tej samej nazwie. Miasto położone jest w pobliżu jednej z największych rzek Meksyku Usumacinta. Leży w odległości około 40 km na południe od wybrzeża Zatoki Meksykańskiej, 5 km na wschód od Jalpa de Méndez oraz 24 km na północny wschód od stolicy stanu Villahermosa, niedaleko granicy ze stanem Campeche. W 2010 roku ludność miasta liczyła 11 289 mieszkańców.